# Kuća Malaparte
Casa Malaparte (također Villa Malaparte) je kuća na Punta Massullo, na istočnoj strani otoka Capri, Italija. Smatra se jednim od najboljih primjera talijanske moderne i suvremene arhitekture.
Kuću je oko 1937. zamislio poznati talijanski arhitekt Adalberto Libera za Curzio Malaparte. Malaparte je, međutim, odbio Liberin dizajn i sam nastavio graditi kuću uz pomoć Adolfa Amitrana, lokalnog klesara.

## Opis
Casa Malaparte je crvena zidana kutija s obrnutim piramidalnim stepenicama koje vode do krovne terase. Na krovu je samostojeći zakrivljeni bijeli zid rastuće visine. Nalazi se na opasnoj litici 32 metra iznad mora s pogledom na Salernski zaljev. Pristup ovom privatnom posjedu je ili pješice iz grada Caprija ili brodom i stubištem usječenim u liticu. Interijer i eksterijer Casa Malaparte (osobito krovna terasa) istaknuti su u filmu Jean-Luca Godarda iz 1963., Prezir ( Le Mépris ).

## Renoviranje
Pristup ulazu u kuću bio je sam uklesan kroz vanjsko stubište u njenom središtu, ali je vlasnik zazidao ulaz i premjestio ga sa strane kuće 1940. godine. Casa Malaparte je napuštena i zanemarena nakon smrti Curzia Malapartea 1957. Dugo je godina trpio vandalizam i nesmanjenu izloženost vremenskim nepogodama te je ozbiljno oštećen, uključujući i oskvrnuće peći za kuhanje, prije nego što je prva ozbiljna obnova započela kasnih 1980-ih i ranih 1990-ih. Zgrada je 1972. godine donirana Zakladi Giorgio Ronchi 
Malaparteov pranećak, Niccolò Rositani, prvenstveno je bio odgovoran za vraćanje kuće u stanje pogodno za život. Velik dio izvornog namještaja još uvijek je tamo jer je prevelik za uklanjanje. Mramorna udubljena kada u spavaćoj sobi njegove ljubavnice i dalje postoji i funkcionira. Njegova spavaća soba i knjigama obložena radna soba još su netaknute. Mnogi talijanski industrijalci donirali su materijale za očuvanje.
Danas se kuća koristi za ozbiljne studijske i kulturne događaje. Namještaj kuće bio je predmet izložbe u galeriji Gagosian u Londonu 2020.

## Pristup
Do kuće se može doći samo prelaskom otoka. Posljednjih dvadeset minuta hoda je preko privatnog posjeda koji pripada Zakladi Giorgio Ronchi. Potrebno je sat i pol hodanja do tamo od Capri's Piazzetta do vrha uspinjače iz Marine Grande. Do kuće se može doći morem, samo u mirnijim danima, jer valovi zapljuskuju podmukle stijene, a službenog pristaništa nema već godinama. Od mora se do kuće mora popeti 99 stepenica. Malaparte je svom prijatelju i lađaru dao novac za otvaranje restorana koji danas vodi lađarov sin. To je jedini restoran uz koji se može proći na putu od Piazzette do rta gdje je Tiberije izgradio svoju palaču, Villa Jovis.
Knjiga Malaparte: Casa come me (Kuća poput mene), koju je uredio Michael McDonough, uključuje crteže i eseje mnogih istaknutih umjetnika i arhitekata uključujući Jamesa Winesa, Toma Wolfea, Roberta Venturija, Emilija Ambasza, Ettorea Sottsassa, Michaela Gravesa, Willema Dafoea, Peter Eisenman i Wiel Arets.

## Daljnje čitanje
- Talamona, Marida. 1996. Casa Malaparte. Princeton Architectural Press. New York. ISBN 1-878271-39-3
- Pettena, Gianni. 1999. Casa Malaparte, Capri. Le Lettere. ISBN 978-88-7166-454-5
- Ferrari, Mario. 2008. Adalberto Libera, Casa Malaparte a Capri 1938–1942. Ilios. Bari. ISBN 978-88-9034-563-0
- Lagerfeld, Karl. 2015. Casa Malaparte. Steidl. Gottingen. ISBN 978-3-95829-033-4

## Vanjske poveznice
- Zaklada Giorgio Ronchi ( http://ronchi.isti.cnr.it/ )
- Casa Malaparte na ArchiTravelu